# Hebeloma araneosa
Hebeloma araneosa là một loài nấm ở Hymenogastraceae.